# Пинотаж
Пинотаж (на английски: Pinotage) е червен хибриден винен сорт грозде, създаден през 1925 г. от професор Ейбрахам Перолд в Университета в Стеленбош, ЮАР, чрез кръстостване на сортовете Пино ноар и Сензо. Освен в ЮАР, където заема 6,7 % от лозовите площи, е разпространен и в Бразилия, Канада, САЩ, Зимбабве, Израел и Нова Зеландия.
Синоними: Перолдс Ермитаж и Ноар, Ерминоар и др.
Раннозреещ сорт с висока родовитост. Устойчив на заболявания и ниски температури. Гроздът е среден, коничен. Зърната са средно големи, синьо-черни на цвят, сладки, с високо съдържание на естествени танини.
Използва се за получаване на качествени червени вина, с плодов аромат на банан, череша и ягода, с нотки на катран и дим. Добри резултати дава при отлежаване в дъбови бъчви. Вината превъзхождат тези от Сензо, но по качество отстъпват на вината направени от Пино ноар.